# Stadium House

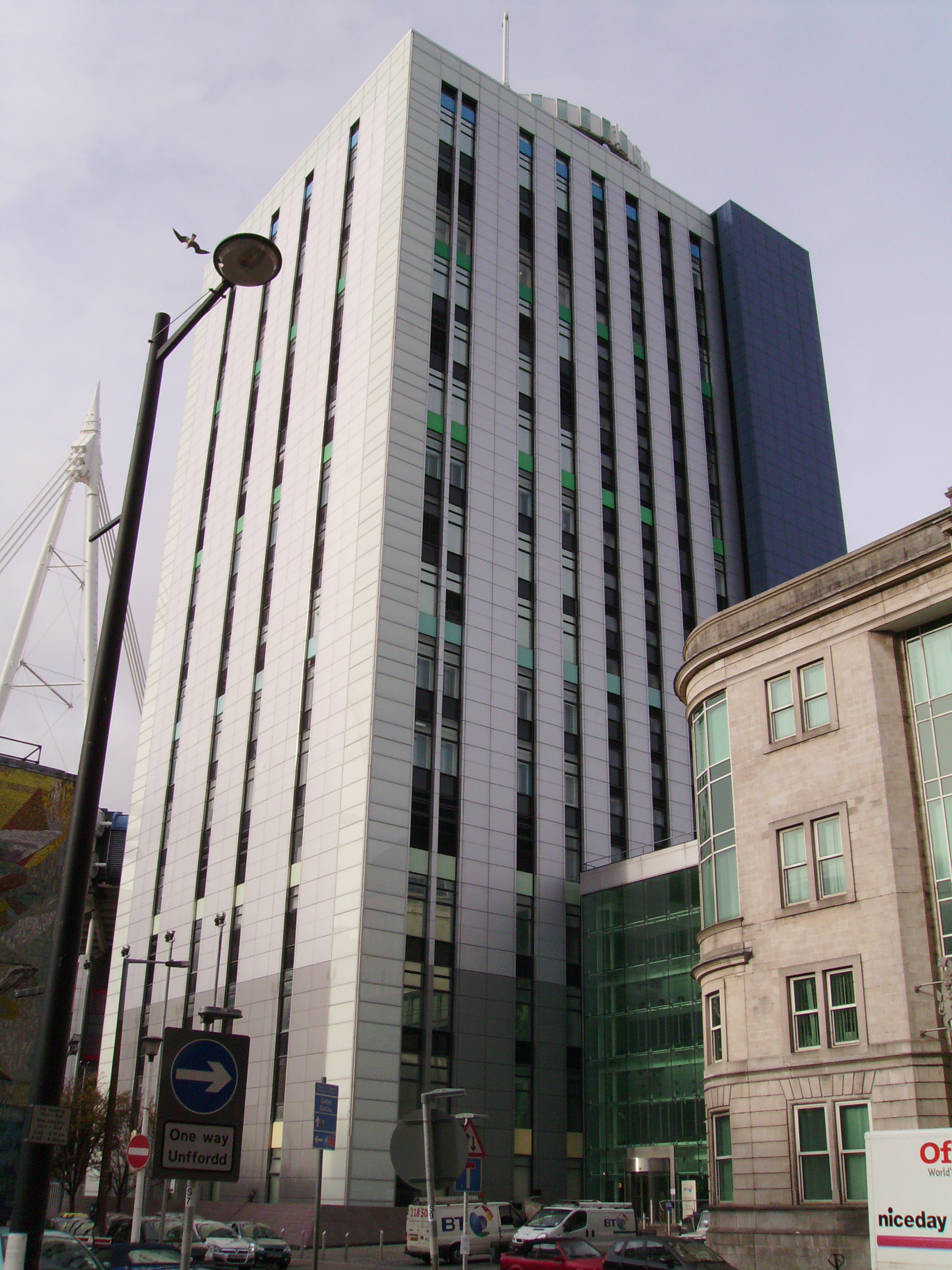
Stadium House

Stadium House (em galês:  Ty Stadiwm) é um prédio situado em Park Street, Cardife, Gales, é o segundo maior da cidade estando ao lado do Millennium Stadium. O trabalho de construção começou no edifício em março de 1974 sendo concluído em 1976. O edifício é revestido de branco e azul, enquanto o telhado é coberto com uma torre de aço inoxidável, que é iluminada de verde e branco à noite, para complementar o revestimento. A adição deste pináculo qualifica o edifício como o mais alto em Cardife se estiver incluído.